# Shillelaghs and Shamrocks
Shillelaghs and Shamrocks – muzyczny album kompilacyjny autorstwa Binga Crosby’ego wydany w 1956 roku przez wytwórnię Decca Records. Zawierał utwory o tematyce irlandzkiej, które pojawiły się na wcześniejszych albumach Crosby’ego takich jak np. St. Patrick’s Day.

## Lista utworów
| Nr | Rok nagrania | Tytuł                                              |
| A1 | 1946         | „MacNamara's Band”                                 |
| A2 | 1945         | „Dear Old Donegal”                                 |
| A3 | 1945         | „Who Threw The Overalls In Mrs. Murphy's Chowder?” |
| A4 | 1945         | „It's The Same Old Shillelagh”                     |
| A5 | 1952         | „Two Shillelagh O'Sullivan”                        |
| A6 | 1949         | „The Donovans”                                     |
| B1 | 1940         | „Did Your Mother Come From Ireland?”               |
| B2 | 1940         | „Where The River Shannon Flows”                    |
| B3 | 1945         | „The Rose Of Tralee”                               |
| B4 | 1939         | „When Irish Eyes Are Smiling”                      |
| B5 | 1951         | „With My Shillelagh Under My Arm”                  |
| B6 | 1951         | „St. Patrick's Day Parade”                         |